# Oliarus tsoui
Oliarus tsoui är en insektsart som beskrevs av Frederick Arthur Godfrey Muir 1925. Oliarus tsoui ingår i släktet Oliarus och familjen kilstritar. Inga underarter finns listade i Catalogue of Life.